# 계명고등학교
계명고등학교(Kyemyung High School)는 경기도 수원시 장안구 이목동에 위치한 인문계 고등학교이다.

## 학교 연혁
- 1975년 7월 19일: 경기도 안양시 평촌동 50번지에서 평촌재건학교로 설립, 초대 정지완 교장 취임
- 1979년 9월 14일: 내무부에서 평촌새마을청소년학교를 승인함
- 1986년 1월 22일: 고등학교 과정 학력인정 교육시설로 인가받고, 계명실업학교로 개칭함
- 1987년 12월 1일: 안양시 호계동 976번지로 이전함
- 1992년 4월 27일: 군포시 당동 318번지로 이전함
- 1996년 2월 29일: 계명실업고등학교로 개칭함
- 1996년 12월 18일: 현 위치로 이전함
- 1997년 3월 3일: 계명고등학교로 개칭함
- 2000년 11월 28일: 2년 단기과정(1년 3학기제)을 신설함
- 2010년 9월 1일: 제9대 김영곤 교장 취임
- 2018년 2월 8일: 제40회 졸업식 진행(178명)

## 논란
2018년 8월 3일 ‘남초커뮤 청소년 불법촬영 공론화팀’은 몇 년 간 수원의 모 고등학교 학생을 찍은 불법촬영물이 광범위하게 유포되었다고 밝혔다. 수원시에서 고등학교 인근에 남녀공학 고등학교와 여자고등학교가 모두 있는 곳은 계명고등학교밖에 없다.